# Galway United FC
Galway United FC este un club de fotbal din Galway,  Comitatul Galway, Irlanda.

## Palmares
- FAI League of Ireland

Locul 2 (1): 1985-86
- Cupa FAI

Campioni (1): 1991
Locul 2 (1): 1985
- Cupa Ligii Irlandei

Campioni (2): 1985-86, 1996-97
Locul 2 (1): 1979-80
- A doua ligă irlandeză

Campioni (1): 1992-93
Locul 2 (1): 1998-99
- Connacht Senior Cup

Campioni (1): 2008
- Scuul Irlandei(Supercupa Irlandei)

Campioni (2): 1992-93, 1996-97

## Manageri
| Nume                          | Perioadă                 |
| ----------------------------- | ------------------------ |
| Amby Fogarty                  | 1976-Oct 1978            |
| Tommy Callaghan               | Oct 1978-Mar 1979        |
| Tommy Lally & Eamonn Deacy    | 1979                     |
| John Herrick                  | 1979-1981                |
| Mick Cooke                    | Aug 1981                 |
| John Herrick                  | Sep 1981-1983            |
| Paddy Mulligan                | 1983-1984                |
| Tommy Lally                   | 1984-1985                |
| Tony Mannion                  | 1985-1988                |
| John Herrick                  | 1988-Nov 1988            |
| Fran Gavin & Denis Bonner     | Nov 1988-Nov 1988        |
| Seamus McDonagh               | Dec 1988-1989            |
| Paul McGee                    | 1989-1990                |
| Joey Malone                   | 1990-Dec 1991            |
| Tommy Lally                   | Dec 1991-Jan 1992        |
| Tony Mannion                  | Jan 1992-Oct 1995        |
| Denis Clarke                  | Nov 1995-1997            |
| Don O'Riordan                 | Jul 1997-2001            |
| Dave Connell                  | 2001-Oct 2001            |
| Tony Mannion                  | Oct 2001-2004            |
| Stephen Lally                 | 2005-Mai 2006            |
| Alan Gough & Jim Noone        | mai 2006-iunie 2006      |
| Tony Cousins                  | June 2006-March 2008     |
| Billy Clery                   | martie 2008-Aprilie 2008 |
| Jeff Kenna (jucător-antrenor) | April 2008-ianuarie 2009 |
| Ian Foster                    | ianuarie 2009-           |